# Patrizia Gattaceca
Patrizia Gattaceca (Penta-Acquatella, 7 d'octubre de 1957) és una cantant i actriu corsa.

## Biografia
Nascuda l'any 1957 a la regió de Castagniccia, després d'anar a l'institut a Bastia i a la Universitat d'Aix-Marseille, va estudiar Literatura Italiana a la Universitat de Niça.
Gattaceca va debutar en el panorama musical el 1976 i va contribuir al renaixement de la llengua corsa i del cant polifònic tradicional de l'illa. A partir de l'any següent va col·laborar amb Patrizia Poli amb qui va formar el duo E duie Patrizie i, als anys 1990, Les Nouvelles Polyphonies Corses, al qual també es va unir la germana de Patrizia Poli, Lydia.
Més endavant va formar part del grup Soledonna. El 1991 va esdevenir professora de llengua i cultura corses a la Universitat de Còrsega Pasquale Paoli, i el 1992 va cantar en la inauguració dels Jocs Olímpics d'Hivern d'Albertville al Théâtre des Cérémonies. El 1996 va començar a escriure poesia.
El novembre de 2007 va ser interrogada per haver ajudat a escapar el seu amic i militant independentista Yvan Colonna. El 2016 es va incorporar al projecte «Animantiga: Voices between Corsica and Liguria», juntament amb Stéphane Casalta i Roberta Alloisio. El mateix any, amb Laurent Vitali va conduir el programa de televisió I Sapientoni a France 3 Corse Via Stella.

## Obra publicada
- Arcubalenu, ed. Albiana, 1997
- A paglia è u focu/ La paille et le feu, ed. Les Belles Lettres, 2000
- Mosaicu, ed. SCP, 2005
- Tempi di rena/Dans le duvet de la Cendre, ed. Albiana, 2010
- Isula D'anima/Soul Island, Three Room Press, 2013
- Paesi ossessiunali, ed. Albiana/CCU, 2015
- Cantu in mossa/ Le chant corse sur la voie. ed. Albiana, 2016

## Discografia

### En solitari
- 1976 - Tribbiera
- 1987 - Focu
- 1988 - Ottobre
- 2005 - Di Filetta è d'amore
- 2008 - Meziornu
- 2015 - Passagera
- 2021 - Digenis Akritas

### Amb E duie Patrizie
- 1977 - Sperenza
- 1978 - Scuprendu l'alba Corsa

### Amb I Chjami Aghjalesi
- 1981 - Esse

### Amb Les Nouvelles Polyphonies Corses
- 1992 - Les Nouvelles Polyphonies Corses
- 1996 - In Paradisu
- 1999 - Le Meilleurs des Nouvelles Polyphonies corses

### Amb el Trio Soledonna
- 1998 - Marine
- 2001 - Isulanima